# Joymax
Joymax est une entreprise sud-coréenne de développement de jeux vidéo fondée le 10 avril 1997. L'entreprise développe principalement des jeux en ligne, comme Silkroad Online ou Karma Online (en).